# People Places Things - Come ridisegno la mia vita
People Places Things - Come ridisegno la mia vita (People Places Things) è un film del 2015 diretto da James C. Strouse.

## Trama
Will Henry è professore in un college a New York, disegnatore di fumetti ed è anche padre di due gemelle, Clio e Colette. La loro madre Charlie decide di rompere la loro relazione e iniziarne una con il loro amico Gary.
L'anno seguente Will è ancora single e sconvolto, ma cerca di rimettere la sua vita lungo il giusto binario. Kat, una sua allieva, lo invita a cena da sua madre Diane e inizia una particolare relazione.